# رحیم معینی کرمانشاهی
رحیم معینی کرمانشاهی (۱۵ بهمن ۱۳۰۱ – ۲۶ آبان ۱۳۹۴)، نقاش، روزنامه‌نگار، نویسنده، شاعر و ترانه‌سرای اهل ایران بود.

## زندگی

### خردسالی
رحیم معینی کرمانشاهی به روایت‌های پیشین در سال ۱۳۰۱ در کرمانشاه زاده شده است؛ اما در مراسم گرامیداشتی که در خردادماه سال ۱۳۸۳ برای او در تهران برگزار شده، به دفعات سال تولد او را ۱۳۰۴ قید کرده‌اند. از آنجا که گزارش این مراسم در جزوه‌ای نیز انتشار یافته و اعتراضی از سوی شاعر و ترانه‌سرا در برنداشت، می‌توان همین روایت آخر را درست دانست. پدرش کریم معینی، ملقب به سالار معظم، مردی شجاع و دلیر بود و به واسطهٔ رفاقتی که با نصرت‌الدّوله فیروز داشت، چندی از طرف وی به حکومت فارس منصوب شد و مدتی نیز برای سرکوبی شورشیان لرستان با سپهبد امیر احمدی همکاری کرد و پس از فوت نصرت‌الدّوله برای همیشه از کارهای سیاسی کناره‌گیری کرد و در گوشهٔ انزوا به سر برد. پدربزرگ معینی حسین‌خان معین‌الرعایا مردی لایق و باسواد و مردم‌دار بود و از نظر بخشش و کمکی که به مردم می‌کرد مورد توجه و احترام بود و در نهضت مشروطه و استبداد به دست مردی ناشناس به تحریک عده‌ای از مالکان کشته شد. وی تکیه‌ای در کرمانشاه بنا کرد که اکنون به نام برادر کوچک او معاون‌الملک مشهور است.

### زندگی شخصی
معینی کرمانشاهی در سال ۱۳۳۷ با عشرت عطوفی ازدواج کرد و صاحب ۵ فرزند به نام‌های شیرین، حسین، نوشین، مریم و فرهاد شد. عشرت عطوفی در ۱۴ تیر ۱۳۹۲ درگذشت.

### فعالیت هنری
او از سال ۱۳۲۰ خورشیدی به کار نقاشی پرداخت و در این راه پیشرفت کرد و تابلوهایی نیز به یادگار گذارد که از جمله تابلو مسیح با کار سیاه قلم است و در ضمن کارهای نقاشی به نظم شعر می‌پردازد و قسمتی از آثار ادبی و اجتماعی او در روزنامهٔ سلحشوران غرب به چاپ رسید و داستان اختر و منوچهر را در چهار تابلو به رشتهٔ نظم کشید و در آن حقایقی از اجتماع زمان را مجسم کرد. امید شاعری توانا و خوش ذوق است و ضمن سرودن شعر چندی به ترانه‌سرایی پرداخت و ترانه‌های او که توسط خوانندگان رادیو خوانده می‌شد از شهرت به سزایی برخوردار شد. آشنایی با نقاشی و فنون آن سبب شد که در خلق اشعار و ترانه‌هایش گرایش به تصویرسازی داشته باشد.
معینی کرمانشاهی از ۲۱ مرداد ۱۳۳۰ به دستور محمد مصدق نخست‌وزیر وقت، به استخدام ادارهٔ کّل انتشارات و تبلیغات درآمد و در سال ۱۳۳۴ به معاونت ادارهٔ رادیو منصوب گردید. معینی کرمانشاهی در ابتدای دههٔ ۱۳۳۰ و به پیشنهاد علی دشتی، تخلّص «امید» را برگزید و پس از اعتراض اخوان ثالث از داشتن تخلّص منصرف شد و پسوند کرمانشاهی را به دنبال نام خانوادگی معینی اضافه نمود و با نام معینی کرمانشاهی به کار هنری پرداخت.
از آثار او می‌توان به دیوان ای شمع‌ها بسوزید شامل غزلیّات وی تا سال ۱۳۴۴، اندیشه‌ای در مثنوی به نام فطرت، دیوان خورشید شب شامل غزلیّات سروده شده تا سال ۱۳۶۵، بررسی آثار و احوال لسان‌الغیب در حافظ برخیز، در خرابات مغان شامل تضمین غزلیّات حافظ، خواب نوشین، حکایت نگفته و ۱۰ جلد تاریخ منظوم ایران پس از حمله اعراب تا عصر حاضر تحت عنوان شاهکار تاکنون طبع و نشر شده است. معینی کرمانشاهی تا روز یکشنبه، ۲۴ آبان ماه ۱۳۹۴ قلم به دست مشغول ادامه شاهکار بود و تنها کهولت سن و سنگینی گوش او را رنج می‌داد. رحیم معینی کرمانشاهی پس از ۴۸ ساعت تب خفیف روز ۲۶ آبان ماه به منظور درمان تب و دیدار از فرزندش حسین معینی کرمانشاهی که بستری بود عازم بیمارستان جم شد که قبل از رسیدن در اتومبیل با سکته قلبی از رنج زیستن رهایی یافت. طبق وصیّت معینی کرمانشاهی، مسئولیّت جمع‌آوری، ویرایش، نظارت بر چاپ غزلیات، خاطرات و ادامه شاهکار به فرزندش حسین داده شده است؛ کما اینکه آثار آهنگین او نیز در سال ۱۳۷۳ به وی واگذار گردیده بود.

### فعالیت روزنامه‌نگاری
رحیم معینی کرمانشاهی در سال ۱۳۲۸ در شهر کرمانشاه روزنامهٔ سلحشوران غرب را بنیان گذاشت. این روزنامه در سال‌های نخست‌وزیری محمد مصدق از مشی این دولت حمایت کرده و به‌همراه چند نشریهٔ دیگر در کرمانشاه نام «مطبوعات ملی کرمانشاه» را بر خود نهادند. پس از سقوط دولت مصدق در سال ۱۳۳۲، سلحشوران غرب نیز توقیف شده و معینی کرمانشاهی برای مدتی زندانی و همچنین از شغل خود در بانک سپه اخراج شد.

### درگذشت

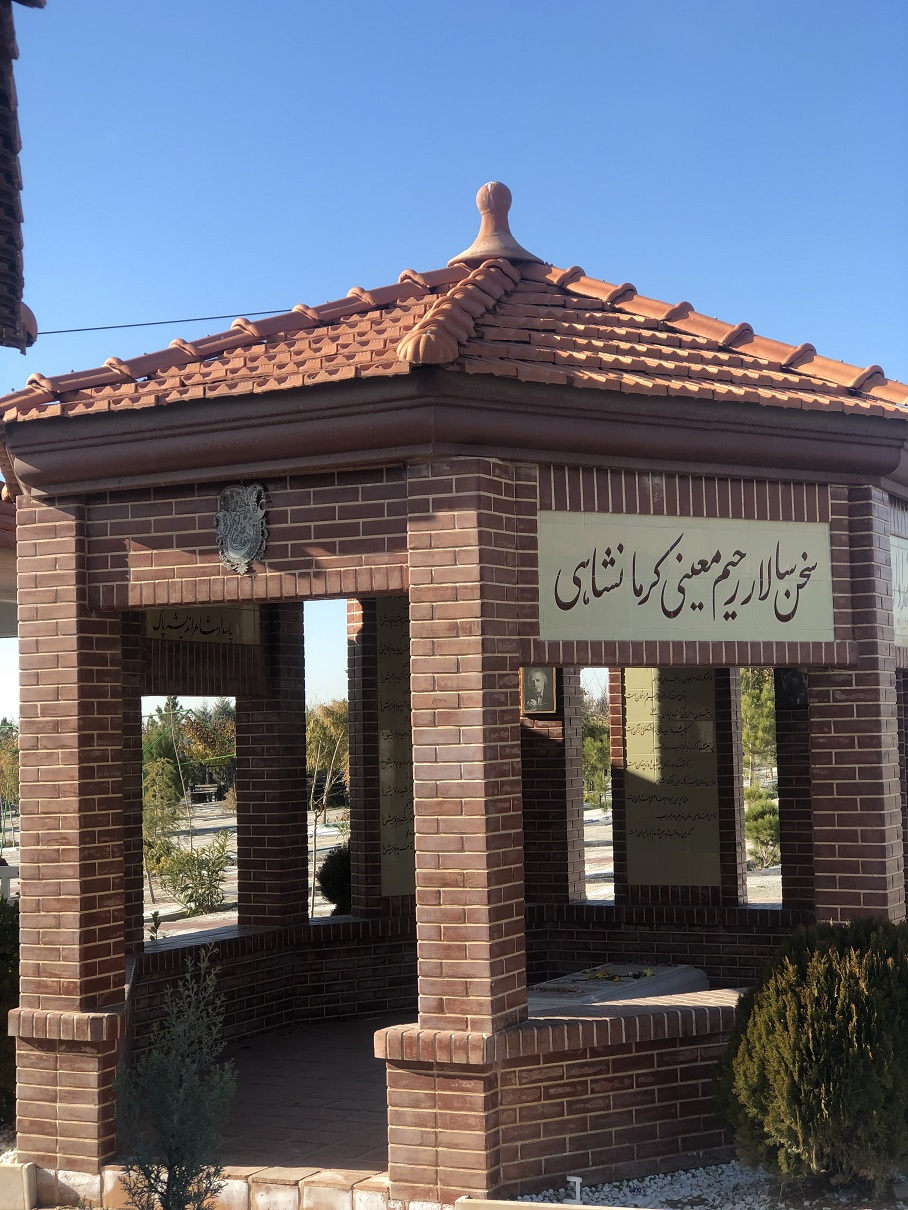
مقبره معینی کرمانشاهی در بهشت سکینه کرج

رحیم معینی کرمانشاهی در تاریخ سه‌شنبه ۲۶ آبان ۱۳۹۴ در سن ۹۲ سالگی در بیمارستان جم درگذشت و در بهشت سکینه شهر کرج دفن شد.
معینی کرمانشاهی از سال ۱۳۸۷ به دلیل کهولت سن و بیماری‌های ناشی از این مسئله، با بیماری دست و پنجه نرم می‌کرد.

## آثار

### ترانه
کودکی، نگرانم، رفتم که رفتم (آهنگ‌ها از علی تجویدی)، نوای دل، تنهایی (آهنگ‌ها از جواد لشکری)، شب زنده‌دار و طاووس (آهنگ‌ها از پرویز یاحقی)، از تو گذشتم (آهنگ از حبیب‌الله بدیعی). از اشعار ماندگار وی می‌توان به عجب صبری خدا دارد، لوح مخدوش با مطلع «من نگویم که به درد دل من گوش کنید، بهتر آن است که این قصه فراموش کنید» و از ترانه‌های مشهور وی می‌توان به یاد کودکی، خواب نوشین و آشفته حالی اشاره کرد.
وی در کنار علی تجویدی ۴۰ ترانهٔ ماندگار بر جای گذاشته و با اساتیدی چون پرویز یاحقی، جواد لشکری، حبیب‌الله بدیعی و همایون خرم نیز همکاری داشته است. از دیگر آثار وی می‌توان به حافظ برخیز، فطرت و خورشید شب اشاره کرد. نخستین ترانه‌سرایی برای گل‌ها را بر روی آهنگی از علی تجویدی به مطلع: «چه می‌شد رها بودم از همه قیدی» آغاز کرد و همکاری‌اش با تجویدی منجر به نزدیک به ۴۰ اثر مشترک شده است.

#### نمونه اشعار
| خانمانسوز بُوَد، شعله آهی گاهی      |  | ناله‌ای می‌شکند پشت سپاهی، گاهی     |
| گر مقدر بشود، سلک سلاطین پوید     |  | سالک بی‌خبر خفته براهی، گاهی       |
| قصه یوسف و آن قوم چه خوش پندی بود |  | به عزیزی رسد افتاده به چاهی، گاهی |
| هستیم سوختی از یک نظر ای اختر عشق |  | آتش‌افروز شود برق نگاهی، گاهی      |
| روشنی بخش از آنم که بسوزم چون شمع |  | روسپیدی بود از بخت سیاهی، گاهی    |
| عجبی نیست، اگر مونس یاراست رقیب   |  | بنشیند بر گل هرزه گیاهی، گاهی     |
| چشم گریان مرا دیدی و لبخند زدی    |  | دل برقصد به بر از شوق گناهی، گاهی |
| اشک در چشم، فریبنده‌ترت می‌بینم     |  | در دل موج ببین صورت ماهی، گاهی    |
| زرد رویی نبود عیب، مرانم ازکوی    |  | جلوه بر قریه دهد خرمن کاهی، گاهی  |
| دارم امید که با گریه دلت نرم کنم  |  | بهر طوفانزده سنگی است پناهی، گاهی |

ز جهان دل برکندم تا شوری پیدا کردم
تو پریشان مو کردی چون مجنون صحرا گردم
ز تو نوشین لب باشد هم درمان و هم دردم
دلم از خون چون مینا لبریز و من خاموشم
شب هجران جای می خوناب دل می‌نوشم
ز خیالت برخیزد بوی گل از آغوشم
تو سیه چشم از چشمم تا دوری من بیمارم
تو سیه گیسو هر شب در خواب و من بیدارم
تو لب میگون داری من اشک گلگون دارم
ز تو دل گر برگیرم از غم دیگر می‌میرم
به خدا دور از رویت از جان شیرین سیرم

### فیلم‌نامه
رحیم معینی کرمانشاهی در اقتباس از برادران کارامازوف نوشتهٔ فیودور داستایفسکی فیلم‌نامهٔ وسوسه شیطان را نوشت که با کارگردانی محمد زرین‌دست بر پرده سینما نقش بست.

### نوشته‌ها
- ای شمع‌ها بسوزید
- فطرت
- حافظ برخیز
- خورشید شب
- شاهکار: دوره تاریخ ایران (منظوم) در ۱۴ جلد
- در خرابات مغان
- فرزند وی، حسین معینی کرمانشاهی، در صدد چاپ صحیح اشعار ترانه‌های پدر خویش برآمد که کتاب خواب نوشین، راز خلقت و حکایت نگفته نتیجه این کوشش است.

## برخی از ترانه‌های مشهور
| ترانه                            | آهنگساز          | خواننده             |
| -------------------------------- | ---------------- | ------------------- |
| مسبب                             | عماد رام         | نادر گلچین / داریوش |
| من دیگه بچه نمیشم                | عماد رام         | نادر گلچین          |
| بوی بهار                         | عماد رام         | نادر گلچین          |
| در این دنیا                      | عماد رام         | عماد رام            |
| بهار من گذشته شاید               | عماد رام         | عماد رام / ستار     |
| عجب صبری خدا دارد                | محمد حیدری       | ستار                |
| آبشار                            | بزرگ لشگری       | یاسمین              |
| یاد کودکی                        | علی تجویدی       | دلکش                |
| نوای دل                          | جواد لشکری       | دلکش                |
| آشفته حالی                       | علی تجویدی       | دلکش                |
| راز خلقت                         | انوشیروان روحانی | مهستی               |
| رفتم که رفتم (ازبرت دامن‌کشان)    | علی تجویدی       | مرضیه               |
| سنگ خارا                         | علی تجویدی       | مرضیه / معین        |
| مینای شکسته                      | همایون خرم       | مرضیه               |
| طاقتم ده                         | همایون خرم       | مرضیه               |
| لاله صحرایی                      | جواد لشکری       | مرضیه               |
| تو بخوان                         | جواد لشکری       | مرضیه               |
| طاووس                            | پرویز یاحقی      | مرضیه               |
| سرو وبید                         | پرویز یاحقی      | مرضیه               |
| برق و خرمن                       | همایون خرم       | پروین               |
| زنگ کاروان                       | همایون خرم       | کورس سرهنگ‌زاده      |
| سنگ صبور                         | حبیب‌الله بدیعی   | مرضیه               |
| بازگشته (امید جانم ز سفر بازآمد) | علی تجویدی       | دلکش                |
| شعله سرکش                        | حبیب‌الله بدیعی   | پوران               |
| انسان                            | عماد رام         | الهه / داریوش       |
| به دنبال دل                      | علی تجویدی       | حمیرا               |
| شمع بی‌پروانه                     | علی تجویدی       | حمیرا               |
| گمراه                            | جواد لشکری       | دلکش                |

## فعالیت‌ها
- دارای سابقه کار ادبی از سال‌های ۱۳۲۰
- مدیر روزنامه «سلحشوران غرب» در سال‌های ۱۳۲۸–۱۳۳۲
- ترانه‌سرایی از اوایل دهه ۱۳۳۰ و کار در رادیو تهران و وارد کردن مضمون‌های تازه و تأکید بر تصویرسازی در ترانه‌سرایی.